# Zosne matangensis
Zosne matangensis är en skalbaggsart som beskrevs av Stefan von Breuning 1950. Zosne matangensis ingår i släktet Zosne och familjen långhorningar.
Artens utbredningsområde är Sarawak. Inga underarter finns listade i Catalogue of Life.